# Nojel Eastern
Pour les articles homonymes, voir Eastern.
Nojel Imani Eastern, né le 26 mai 1999 à Evanston, Illinois, est un joueur américain de basket-ball évoluant aux postes de meneur et d'arrière.

## Biographie

### Carrière universitaire
Entre 2018 et 2020, il joue pour les Boilermakers de l'université Purdue.
Le 12 mai 2020, Eastern a annoncé qu'il va être transféré de Purdue. Deux jours plus tard, il s'engage avec les Wolverines du Michigan pour sa saison sénior. Cependant, le 17 juin, Eastern annonce qu'il ne jouera pas pour les Wolverines après avoir été incapable d'autoriser l'admission à l'université.
Le 6 août 2020, Eastern s'engage à poursuivre sa carrière au Bison de l'université Howard. Avant de jouer un match, il quitte l'équipe le 3 janvier 2021 pour poursuivre une carrière professionnelle et s'entraîner pour la draft 2021 de la NBA.

### Carrière professionnelle

#### Nets de Long Island (2021)
Le 29 juillet 2021, lors de la draft 2021 de la NBA, automatiquement éligible, il n'est pas sélectionné.
Le 25 octobre 2021, il intègre l'équipe de G-League des Nets de Brooklyn, les Nets de Long Island pour le camp d'entraînement. Le 27 octobre 2021, les Nets se séparent de Eastern sans qu'il ait disputé de match professionnel.

## Statistiques

### Universitaires
Les statistiques de Nojel Eastern en matchs universitaires sont les suivantes :
| Saison    | Équipe   | Matchs | Titul. | Min./m | % Tir | % 3pts | % LF | Rbds/m. | Pass/m. | Int/m. | Ctr/m. | Pts/m. |
| --------- | -------- | ------ | ------ | ------ | ----- | ------ | ---- | ------- | ------- | ------ | ------ | ------ |
| 2017-2018 | Purdue   | 37     | 0      | 12,6   | 48,3  | 33,3   | 41,7 | 2,51    | 1,05    | 0,57   | 0,14   | 2,89   |
| 2018-2019 | Purdue   | 36     | 35     | 28,2   | 49,5  | 0,0    | 65,0 | 5,53    | 2,47    | 1,08   | 0,33   | 7,47   |
| 2019-2020 | Purdue   | 31     | 27     | 25,5   | 42,0  | 0,0    | 48,5 | 4,03    | 2,74    | 1,06   | 0,16   | 4,90   |
| 2020-2021 | Howard   | -      | -      | -      | -     | -      | -    | -       | -       | -      | -      | -      |
| Carrière  | Carrière | 104    | 62     | 21,9   | 46,6  | 18,8   | 55,8 | 4,01    | 2,05    | 0,89   | 0,21   | 5,08   |

## Palmarès

### Université
- 2× Big Ten All-Defensive Team (2019, 2020)